# هيربرت هاينر
هيربرت (أو هربرت) هاينر هو رئيس مجلس إدارة نادي بايرن ميونخ الألماني، وُلد هربرت هاينر في 3 يوليو 1954 في دورنوانج باي دينجولفينج. بعد تخرجه من المدرسة الثانوية، أكمل شهادة في إدارة الأعمال من جامعة لاندشت، وفي عام 1979 تخرج من كلية إدارة الأعمال. بعد ذلك، بدأ هربرت هاينر حياته المهنية في مجموعة منتجات التجميل العالمية بروكتر وجامبل في فرانكفورت. في عام 1987، انتقلت هاينر أخيرًا إلى شركة أديداس للمنتجات الرياضية. بعد توليه العديد من المناصب الإدارية هناك، تم تعيينه في مجلس الإدارة في عام 1997 وعام 2001 في منصب رئيس مجلس الإدارة.
يشغل هاينر منصب نائب رئيس مجلس الإشراف منذ تأسيس شركة نادي بايرن ميونخ في عام 2002. من 14 مارس 2014 إلى 8 سبتمبر 2014، شغل منصب رئيس مجلس الإشراف على شركة نادي بايرن ميونخ، بعد تولي أولي أونيس في غضون ذلك استقال من هذا المكتب.
ومنذ ذلك الحين، قاد هربرت هاينر الشركة التي تضم 55000 موظفًا و 110 شركات تابعة لمدة 15 عامًا. خلال هذا الوقت، تضاعفت قيمة الشركة من ثلاثة مليارات يوروـ اثني عشر مرة (36 مليار يورو)، ونمت قيمة التداول من حوالي ستة مليارات يورو في السنة إلى أكثر من 18 مليار يورو في السنة، وأرباح خمسة أضعاف من حوالي 200 مليون يورو إلى ما يقرب من مليار يورو. في عام 2016، استقال هربرت هاينر من منصبه كرئيس تنفيذي بناءً على طلبه.
في عام 2002، كان هيربرت هاينر مسؤولاً عن حصة أديداس في شركة نادي بايرن ميونخ والتي بلغت 10٪. وبالتالي، كانت أديداس أول مساهم مع البطل القياسي الألماني في توفير الأساس المالي لبناء ملعب أليانتس أرينا.
لقد ركز هربرت هاينر دائمًا على المسؤولية الاجتماعية في عهده كرئيس تنفيذي لشركة أديداس. كانت نتيجة هذا الالتزام عددًا لا يحصى من الجوائز، على سبيل المثال الشركة الأكثر استدامة وأفضل صاحب عمل.
منذ شبابه، كان هيربرت هاينر من المشجعين المتحمسين لنادي بايرن ميونخ. وكان مهاجمًا لفريق دنجولفنج، الذي فاز معه ببطولة ولاية بافاريا عام 1976.
أثناء دراسته لإدارة الأعمال، أدار هربرت هاينر حانة في دنجولنج، جبوفن. هناك التقى زوجته أنجيليكا، وهو الزواج الذي دام لأكثر من 30 عامًا. للزوجين ابنة. توفيت ابنة ثانية في عام 2006.
هربرت هاينر هو عضو في مجلس الإشراف على مجموعة لوفتهانزا، وشركة أليانتس إس إي، وشركة الاستشارات العالمية أكسنتشر.
لخدماته وإنجازاته في الإدارة الرياضية تلقى هربرت هاينر العديد من الجوائز. بالإضافة إلى جائزة بامبي في الاقتصاد (2003) وجائزة الصورة (2006)، حصل على جائزة الاستحقاق الفدرالية (2008)، وكذلك وسام الاستحقاق البافاري (2011). وقد تم تنصيبه أيضًا رائد أعمال العام (2005) ومدير العام (2010).
يشغل هاينر منصب نائب رئيس مجلس الإشراف منذ تأسيس شركة نادي بايرن ميونخ في عام 2002. من 14 مارس 2014 إلى 8 سبتمبر 2014، شغل منصب رئيس مجلس الإشراف على شركة نادي بايرن ميونخ، بعد تولي أولي أونيس في غضون ذلك استقال من هذا المكتب.
تم انتخاب هربرت هاينر في الاجتماع العام السنوي لـ نادي بايرن ميونخ في 15 نوفمبر 2019 خلفًا لأولي أونيس.